# دراغان أوبرينوفيتش
دراغان أوبرينوفيتش (من مواليد 12 أبريل 1963) هو ضابط كبير سابق من صرب البوسنة والهرسك وقائد في جيش يوغوسلافيا الشعبي وجيش جمهورية صرب البوسنة.
في عام 2001 وجهت المحكمة الجنائية الدولية ليوغوسلافيا السابقة في لاهاي لائحة اتهام إلى أوبرنوفيتش بارتكاب جرائم حرب وجرائم ضد الإنسانية لتورطه في تنفيذ خطة قيادة جيش جمهورية صرب البوسنة لقتل معظم المدنيين البوسنيين وأسرى الحرب في الإبادة الجماعية في سريبرينيتشا خلال حرب البوسنة والهرسك في يوليو 1995.
في عام 2003 أقر أوبرينوفيتش بأنه مذنب في إحدى تهم الاضطهاد ووافق في المقابل على تخصيص جريمته وشاهده للمحاكمة وحكم عليه بالسجن لمدة 17 عام. قضى عقوبته في النرويج وسيكون مؤهل للإفراج عنه في أبريل 2018. وأُطلق سراحه بأوامر من المحكمة الجنائية الدولية ليوغوسلافيا السابقة في عام 2012 لحسن السلوك. صدر قرار الإفراج عنه في سبتمبر 2011 لكنه ظل سر حتى مايو 2012. تم ترحيله من النرويج في عام 2012 بعد إطلاق سراحه من السجن.

## النشأة والتعليم
ولد أوبرينوفيتش في 12 أبريل 1963 في قرية روغاتيكا في ماتينو بردو في بلدية روغاتيكا في شرق البوسنة والهرسك. التحق بالمدرسة الابتدائية في روغاتيكا والمدرسة الثانوية في صالة للألعاب الرياضية العسكرية في بلغراد. بعد التخرج في سن 18 التحق أوبرينوفيتش بالأكاديمية العسكرية للقوات البرية التابعة لجيش يوغوسلافيا الشعبي وتخصص في الوحدات المدرعة والميكانيكية. تخرج عام 1986 عن عمر يناهز 23 عام وحصل على عمولة برتبة ملازم ثاني.

## المسيرة المهنية
كانت المهمة الأولى لأوبرينوفيتش هي قيادة فصيلة دبابات في حامية جاستريبارسكو في كرواتيا. وبعد ستة أشهر تمت ترقيته إلى قائد سرية دبابات في نفس اللواء. وشغل هذا المنصب حتى عام 1990 عندما تمت ترقيته إلى نائب قائد الكتيبة المدرعة. في أكتوبر 1991 خلال حرب الاستقلال الكرواتية بدأ جيش يوغوسلافيا الشعبي انسحابه من كرواتيا وتم نقل وحدة أوبرينوفيتش إلى مطار دوبرافا في توزلا في البوسنة والهرسك حيث تمت ترقيته إلى القائم بأعمال قائد الكتيبة المدرعة. في 28 فبراير 1992 تم نقل كتيبته إلى مالي زفورنيك وزفورنيك عندما بدأ الوضع في البوسنة والهرسك بالتدهور أيضا.

### دوره في الحروب اليوغوسلافية

#### هجوم جيش يوغوسلافيا الشعبي على زفورنيك
في أوائل أبريل 1992 مع اقتراب المجتمع الدولي بسرعة من الاعتراف باستقلال جمهورية البوسنة والهرسك على طول الحدود القديمة للزعيم اليوغوسلافي السابق جوزيب بروز تيتو بدأت قوات جيش يوغوسلافيا الشعبي التي تسيطر عليها صربيا الاستعدادات لغزو وتنفيذ حملات التطهير العرقي في بوسانسكي شاماتش وبرييدور وفلاسينيكا وزفورنيك في وادي درينا في شرق البوسنة والهرسك.
حتى هذه اللحظة كان السكان البوسنيون المسلمون (البوشناق) في مدينة زفورنيك يتمتعون بأغلبية 59.4٪. ظهر النقيب دراغان أوبرينوفيتش في الإذاعة العامة ليؤكد لمواطني تلك المنطقة أن التفويض الوحيد لجيش يوغوسلافيا الشعبي هو حماية جميع مواطني يوغوسلافيا: «لا يوجد سبب للذعر. إن جيش يوغوسلافيا الشعبي كقوة عسكرية قانونية يعمل هنا على تعطيل أولئك الذين يريدون في النهاية تهديد أمن جميع المواطنين والأمة بأسرها».
بعد خمسة أيام شن جيش يوغوسلافيا الشعبي بما في ذلك كتيبة أوبرينوفيتش هجوم متزامن واسع النطاق بدأ بهجوم القوات شبه العسكرية ميليشيا المتطوعين الصرب على بيلينا. سرعان ما امتدت الهجمات إلى فوتشا وزفورنيك وبوسانسكي شاماتش وفلاسينيتسا وبريدور وبريتشكو وتخللتها حصار العاصمة البوسنية سراييفو إلى الجنوب الغربي.
تمت مصادرة ممتلكات غير الصرب وتم ترحيلهم بشكل جماعي وقُتل العديد من الرجال في سن التجنيد أو ذوي الأهمية السياسية أو المجتمعية أو الدينية أو الثقافية على مرمى البصر أو في عمليات إعدام جماعي في قرى مثل كوزاراك وجورنجا جرابسكا في دوبوي وفندق بوسافينا في برتشكو ومستودع كركفينا في بوسانسكي شاماتش ومراكز الاحتجاز مثل قاعة برتشكو بارتيزان الرياضية. تم دفن العديد من الرجال غير الصرب الآخرين في معسكرات الاعتقال الشائنة مثل عمرسكا وكيراتيرم بينما فر النساء والأطفال وكبار السن جنوبا باتجاه مدينتي سريبرينيتشا وسيبا.

#### الانتقال إلى جيش جمهورية صرب البوسنة
في 19 مايو 1992 بعد أسبوعين من فرض جيش يوغوسلافيا الشعبي حصار شامل على العاصمة البوسنية وبدء حصار سراييفو سيئ السمعة بدأ جيش يوغوسلافيا الشعبي الانسحاب من البوسنة والهرسك بينما ظل الأفراد والمعدات من المنطقة العسكرية الثانية وراءهم ليتم استيعابهم في تشكيل جيش المتمردين الصرب البوسنيين. نُقلت وحدة أوبرينوفيتش في اليوم التالي إلى الحامية في بلدية فرساك في صربيا. بعد مهمة قصيرة مدتها 30 يوم في زفورنيك تلقى أوامر في 1 ديسمبر 1992 بتقديم تقرير إلى جيش جمهورية صرب البوسنة المشكل حديثا.
أبلغ أوبرينوفيتش كرنا رييكا وعندها تم تعيينه رئيس أركان بالإنابة لواء مشاة زفورنيك الأول تحت 17 فيلق جيش جمهورية صرب البوسنة في توزلا. في البداية كانت المركبات المدرعة لا تزال تحمل شعارات جيش يوغوسلافيا الشعبي ولم يكن قد تم وضع علم صرب البوسنة والهرسك وشارات عليها سوى شعار صرب البوسنة والهرسك إلا في وقت لاحق. في الوقت نفسه كان أفراد الوحدات - ضباطا وجنودا على حدٍ سواء - يرتدون شارات صرب البوسنة والهرسك على زيهم منذ البداية. في أبريل 1993 تمت ترقية أوبرينوفيتش إلى منصب رئيس الأركان الدائم لواء مشاة زفورنيك الأول.
في 16 أبريل 1995 أصيب أوبرينوفيتش في ساقه اليسرى أثناء العمليات القتالية. تم إخلائه وخضع لعملية جراحية بالإضافة إلى علاج شامل بعد الجراحة. بعد بضعة أشهر زاره قائد وضابط آخر في منزله بينما كان لا يزال في إجازة مرضية وطالبوه بقطع إجازته والعودة إلى قيادة اللواء حيث كانت الاستعدادات جارية لمهاجمة جيب سريبرينيتشا المحاصر ثم حدد «منطقة آمنة» محمية من قبل الأمم المتحدة. كانت سريبرينيتشا قاعدة عمليات لجيش جمهورية البوسنة والهرسك الفرقة الجبلية الثامنة والعشرون وهي قوة حكومية بوسنية غير منضبطة وغير مدربة وسيئة التسليح ومعزولة تماما وهي الآن بلا قيادة بعد ناصر أوريتش وغادر معظم موظفيه سريبرينيتشا بأوامر من سراييفو. عاد أوبرينوفيتش إلى الخدمة في قيادة لواء زفورنيك في 1 يوليو.

#### هجوم جيش جمهورية صرب البوسنة على سريبرينيتشا
اعتقادا منه بأن الجيوب الخاضعة لحماية الأمم المتحدة في سريبرينيتشا وسيبا لم تكن منزوعة السلاح مطلقا وأنهما أخفوا ما كان يصل إلى «خمسة أو ستة ألوية» من قوات وأسلحة جيش جمهورية البوسنة والهرسك أمرت هيئة الأركان الرئيسية لجيش جمهورية صرب البوسنة قيادة فيلق درينا بتنفيذ عملية الاسم الرمزي كريفايا 95.
في 2 يوليو 1995 تلقى لواء أوبرينوفيتش أوامر تشغيلية تتعلق بالعملية. وصلت أوامر مفصلة من فيلق درينا فيما يتعلق بتورط كتيبته في وقت لاحق من نفس اليوم. صاغ أوبرينوفيتش تفاصيل نشر لواء زفورنيك وتم تشكيل مجموعة قيادة قتالية وكتيبتين. تتألف الكتيبة الأولى من ملحق بودريني ومجموعة قتالية متنقلة تسمى ذئاب درينا. وتألفت الكتيبة الثانية من فصيلة تدخل واحدة من جميع الكتائب ما عدا الخامسة ثم انقسمت إلى سريتين. كان الكابتن فينكو باندوروفيتش قائد لمشاركة اللواء بالكامل. قاد نائبه الكابتن الدرجة الأولى ميلان يولوفيتش الذئاب.

#### نصب كمائن في قافلة جيش جمهورية البوسنة والهرسك / نزوح المدنيين

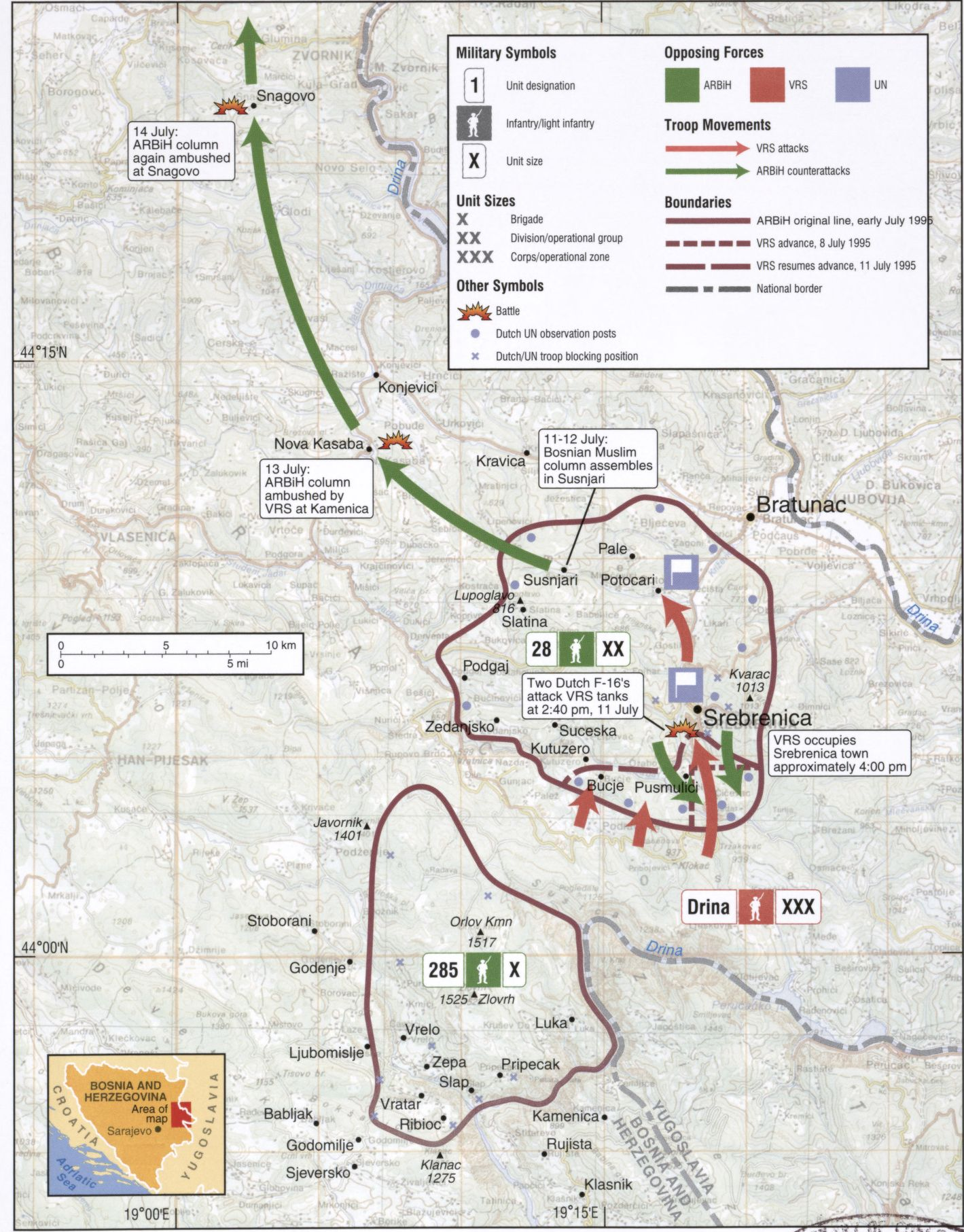
خريطة هجمات الجيب وتحركات القافلة.

من 4 إلى 15 يوليو 1995 عمل أوبرينوفيتش كنائب لقائد لواء زفورنيك بينما كان القائد قد ذهب إلى سريبرينيتشا أثناء الهجوم. وشهد أوبرينوفيتش في وقت لاحق أنه سمع بسقوط سريبرينيتشا في 11 يوليو. في الساعة 05:00 يوم 12 يوليو أبلغت مجموعة غوكوفو التابعة لأوبرينوفيتش عن اعتراضات اتصالات تشير إلى تشكيل قافلة كبيرة من البوشناق يتألف من أجزاء من الفرقة 28 من جيش جمهورية البوسنة والهرسك بالإضافة إلى آلاف اللاجئين اليائسين وكان يتجه شمال شرق نحو مدينة توزلا في الحكومة البوسنية الأراضي التي تحتفظ بها.
في الساعة 07:00 أجرى أوبرينوفيتش محادثة مع الضابط المناوب للكابتن من الدرجة الأولى راديكا بتروفيتش قائد الكتيبة الرابعة في لواء براتوناتش الذي أطلعه على تفاصيل القافلة التي تمر بين منطقته بالقرب من بولجين ولواء ميليتشي. كان لدى أوبرينوفيتش مخاوف من أن ناقل السفر المعتاد قد يجعل العمود قريب من الاشتباك مع قوات لواء زفورنيك شمال قرية ياغليتشي. ذهب أوبرينوفيتش إلى مقر الكتيبة السابعة في ميميتشي للتعامل مع هجوم وشيك من قبل فيلق جيش جمهورية البوسنة والهرسك الثاني من توزلا.
بسبب الحاجة إلى مزيد من المعلومات حول هذه القافلة أرسل أوبرينوفيتش مساعده لقائد شؤون الاستخبارات وهو النقيب فوكوتيتش إلى قيادة الكتيبة الرابعة في قرية كاجيكا في تشيكوفيتشي وطلب منه الحصول على تفاصيل مباشرة عن هذه القافلة. في غضون ذلك قامت وحدتان من جيش جمهورية صرب البوسنة في المنطقة بمنع القافلة وكتيبة واحدة من فوج الحماية في القصبة وجزء من وحدات الكتيبة الهندسية الخامسة والخمسين في كونجيفيتش بولي. كانت مجموعة واحدة من زفورنيك حاضرة أيضا مع مجموعة أخرى تستعد للتوجه إلى هناك. تلقى أوبرينوفيتش أوامر من فيلق درينا للمساعدة في تنظيم المرور في كونييفيتش بولي وأرسل مفرزة من نصف فرقة من شرطة المرور للمساعدة.
في وقت لاحق بدأ في تلقي طلبات لشاحنات وحافلات للنقل في بوتوتشاري حيث ألقت القوات الصربية القبض على آلاف البوسنيين العزل في قاعدة قوات حفظ السلام التابعة للأمم المتحدة. وقد تلقى المزيد من التقارير الاستخباراتية بشأن ترتيب السجناء الذين سيتم استجوابهم وكذلك تنبؤات بشأن حركة العمود. في وقت مبكر من مساء يوم 12 أبريل تلقى كلمة من فوكوتيتش تفيد بأن وحدات من الفرقة 28 كانت تنفذ عمليات اختراق وإخلاء من خلال هذا الفضاء وأن المنطقة بأكملها عمليا تغمرها أشخاص من هذه القافلة. كان هناك أيضا حصار ثان لجيش جمهورية صرب البوسنة أمام القافلة بين كرافيكا وكونييفيتش بولي وبالقرب من طريق أسفلت في نوفا كاسابا. اخترقت مجموعات صغيرة (حوالي 150 رجل) من القافلة ووصلت إلى جلوجوفا وسيرسكا لذلك تم تكليف أوبرينوفيتش باتخاذ جميع التدابير اللازمة لحماية عناصر اللواء المنتشر القتالي وكذلك القرى الصربية المأهولة بالسكان في إقليم زفورنيك.
في منتصف ليل 12 يوليو انطلق أوبرينوفيتش مع بعض الوحدات شمال ليبلي لتنظيم كمين للمكونات الأمامية للفرقة 28. تم نصب الكمين لكن لم تصل أي وحدات من جيش جمهورية البوسنة والهرسك. ترك بعض القوات في سناجوفو وأوبرينوفيتش وعاد الباقون إلى زفورنيك. عندما وصل إلى مقر اللواء أُبلغ أن القافلة قد تم إيقافها على الطريق من كرافيكا وكونييفيتش بولي إلى ميليتشي وأنه لا توجد قوات في منطقتهم. بعد ذلك بوقت قصير تلقى كلمة من مجموعات الاعتراض تفيد بأن الثرثرة كانت تنتشر في المنطقة الممتدة من سيرسكا باتجاه كامينيكا على الرغم من طمأنة فيلق درينا بعدم وجود أي تواجد للقوات هناك. وأظهرت عمليات اعتراض الراديو التابعة للفرقة 28 أن أمنهم انزلق وأن الصرب كانوا قادرين على معرفة أن أعدادهم كانت 1000-1500 في تلك المنطقة. في وقت لاحق في 13 يوليو عزز أوبرينوفيتش الوحدات التي بقيت هناك لتوفير الكمين وقرر تنظيم وحدة مؤقتة وتجميع فرقة وفصيلة من الوحدات الموجودة تحت تصرفه: 15 جندي من سرية المهندسين وخمسة أو ستة جنود من قيادة الأركان وحوالي 15 إلى 20 جندي من الكتيبة اللوجستية وفصيلة متبقية من الكتيبة الخامسة وفصيلة تدخل وهذا شكل وحدة بقوة مجموعة.
تم تعيين الكابتن ميلان ماريتش من قطاع العمليات قائدا. أرسل أوبرينوفيتش فصيلة الشرطة العسكرية لإجراء استطلاع لوادي نهر درينياتشا بقرية غلودي وخلص إلى أن القافلة من المحتمل أن تستخدم الجسرين هناك. تم تجميع فريق الكمين من فصيلة الشرطة العسكرية في شيروكي بوت والآخر في دافين كامين وفصيلة عسكرية أخرى وبقية فريق الكمين من فوق قرية ليبلي. تم نصب كمين للقافلة الذي مر أيضا بحقل ألغام وقصف مدفعي من قبل ذئاب درينا بالقرب من نوفا كاسابا في 13 يوليو ثم مرة أخرى من قبل جيش جمهورية صرب البوسنة بالقرب من سناجوفو في اليوم التالي.

#### إعدامات جماعية
حوالي الساعة 19:00 يوم 13 يوليو اتصل بأوبرينوفيتش الملازم دراغو نيكوليتش ضابط الأمن في لواء زفورنيك فيما يتعلق بنقل السجناء إلى زفورنيك. اقترح أوبرينوفيتش استخدام معسكر اعتقال باتكوفيتش في الشمال وقيل له إن الصليب الأحمر وقوة الأمم المتحدة للحماية على علم بباتكوفيتش وكان من المقرر إطلاق النار على هؤلاء السجناء ودفنهم في منطقة زفورنيك.
في الساعة 14:00 يوم 14 يوليو كان أوبرينوفيتش في سناجوفو عندما أحضر الرائد زوران يوفانوفيتش مجموعة تعزيز إلى جانب المعلومات التي تفيد بأن العقيد ليوبيشا بيرا الضابط المسؤول عن خدمة أمن جيش جمهورية صرب البوسنة نقل عدد كبير بشكل غير طبيعي من السجناء في حافلات إلى زفورنيك. في نفس اليوم سمع أوبرينوفيتش دعوة للإفراج عن مهندسين اثنين من خطوط المعركة لبناء طريق وشكك أوبرينوفيتش في قيام شخص ما بتقديم خدمة للمهندسين فدقق في الرسالة وقيل له إن هناك حاجة إلى المهندسين في زفورنيك بسبب مهمة نفذها بيرا وبوبوفيتش ونيكوليتش. كان أوبرنوفيتش يعرف أن هذا يجب أن يتضمن عمليات دفن جماعي وأطلق سراح المهندسين وأمر مساعديه بالامتناع عن مناقشة الموضوع. على مدار الأيام التالية أمضى أوبرينوفيتش معظم وقته في محاولة إيجاد حل لمشكلة القافلة لكنه أفرج أيضا عن المزيد من أفراد الشرطة العسكرية والمشاة من خطوط المعركة للمساعدة في إعدام السجناء وزودهم بآلات تحريك التربة من كتائب هندسته لحفر مقابر جماعية.
طوال يوم 14 يوليو قام أفراد من سرية الشرطة العسكرية التابعة لواء زفورنيك التابع لأوبرينوفيتش بحراسة وعصب أعين ما يقرب من 1000 رجل وصبي من غير الصرب محتجزين في المدرسة في غربافتشي. وفي وقت مبكر من بعد ظهر يوم 14 يوليو 1995 نقل أفراد جيش جمهورية صرب البوسنة هؤلاء السجناء من المدرسة في غربافتشي إلى حقل قريب حيث أمر أفراد من بينهم أفراد من الكتيبة الرابعة في لواء زفورنيك السجناء بنقل الشاحنات وأعدموهم بإجراءات موجزة بأسلحة آلية. في تلك الليلة استخدم عناصر من سرية الهندسة لواء زفورنيك معدات ثقيلة لدفن الضحايا في مقابر جماعية في موقع الإعدام فيما استمرت عمليات الإعدام. في مساء 14 يوليو أضاءت أضواء الآلات الهندسية مواقع الإعدام والدفن أثناء عمليات الإعدام.
في الساعات الأولى من يوم 15 يوليو 1995 نقل أفراد جيش جمهورية صرب البوسنة من لواء زفورنيك بما في ذلك السائقون والشاحنات من كتيبة المشاة السادسة للواء زفورنيك الناجين من المجموعة التي تضم حوالي 1000 سجين من المدرسة في بيتكوفسي إلى منطقة تقع أسفل سد بالقرب من بيتكوفسي. تم تجميعهم أسفل السد وتم إعدامهم بإجراءات موجزة بواسطة جنود جيش جمهورية صرب البوسنة أو الشرطة الخاصة بأسلحة آلية. استخدم أفراد جيش جمهورية صرب البوسنة من الشركة الهندسية للواء زفورنيك حفارات ومعدات ثقيلة أخرى لدفن الضحايا بينما استمرت عمليات الإعدام. في وقت لاحق من ذلك اليوم في مقر لواء زفورنيك تحدث أوبرينوفيتش مع رئيس العمليات دراغان يوكيتش لفترة وجيزة في الساعة 11:00 وناقش مشكلة دفن أولئك الذين تم إعدامهم وحراسة السجناء الذين لا يزالون قيد الإعدام وكذلك الأوامر بعدم عمل سجلات من أي نوع فيما يتعلق بالإعدامات والدفن.
شارك أوبرينوفيتش وقواته في ثلاث معارك ضارية عن قرب مع الفرقة 28 خلال هذا الوقت وقتل حوالي 40 جندي صربي وجرح أكثر من 100 في باليكوفتشي حيث اخترق الجزء الأمامي من القافلة خط الجبهة. التقى أوبرينوفيتش بالعقيد دراغومير فاسيتش وضباط آخرين. تم اقتراح فكرة فتح ممر للأراضي الإسلامية ودفع القافلة وأي متطرفين تجاهه. وناشدت الحاضرين تجنب وقوع إصابات وتخفيف التهديد الذي يشكله الرتل على أمن زفورنيك وكذلك الجزء الخلفي من خطوطهم الأمامية. لم تنجح محاولات مناقشة الأمر مع الرئيس المباشر لأوبرينوفيتش على الهاتف ورفض الجنرال رادومير ميليتيتش القائم بأعمال رئيس الأركان العامة لجيش جمهورية صرب البوسنة الفكرة ووبخ أوبرينوفيتش لاستخدامه خط غير آمن. في ذلك الوقت أُبلغ أوبرينوفيتش أن الجنرال راديسلاف كرستيتش نائب قائد فيلق درينا هو القائد الآن. اتصل أوبرينوفيتش هاتفيا بالجنرال كرستيتش وشرح التهديد الذي يمثله زفورنيك الذي يشكله عمود الفرقة 28. أكد له كرستيتش أن باندوريفيتش ورجاله كانوا في طريقهم إلى زفورنيك.
تحدث العقيد فاسيتش عن المشاكل الأمنية مع السجناء في براتوناك. بسبب ضيق المساحة كان لا بد من إيواء السجناء الذين تم أسرهم في سريبرينيتشا طوال الليل في حافلات متوقفة وازداد هياجهم في وقت لاحق من الليل وبدأوا في تأرجح الحافلات. وأشار العقيد بالشرطة ليوبومير بوروفتشانين قائد لواء الشرطة الخاصة إلى عدم رضاه عن استخدام الشرطة المدنية لحراسة الحافلات في براتوناك وتقرر ألا يكون هذا هو الحال مع السجناء في زفورنيك. قال ضابط الشرطة الخاص ميلوش ستوبار إن أكثر من 1000 سجين تم تكديسهم في مستودع في كرافيكا قد تمردوا وقتل أحدهم حارس صربي مما أدى إلى هجوم صربي شامل على السجناء في المستودع بالقنابل اليدوية ونيران الأسلحة الآلية مما أسفر عن مقتل ما يقرب من كل منهم.
ثم تحدث أوبرينوفيتش مع رئيسه فينكو باندوريفيتش الذي كان قد وصل لتوه إلى مقر لواء زفورنيك. وأطلعه على عمليات التنفيذ التي كانت تستنزف كلا من الموارد البشرية والمعدات وتضعف قدرتها على التعامل مع القافلة. وناقش قضايا تتعلق بدفن ضحايا الإعدام وحراسة من ينتظرون الإعدام. أعرب باندوريفيتش عن فضوله لمعرفة سبب عدم قيام الدفاع المدني بالدفن كما هو مخطط له في البداية. ثم أعرب القائد عن خيبة أمله لأن القافلة لم يتم منعها وتدميرها بعد. كرر أوبرينوفيتش اقتراحه بإعطاء القافلة طريق للفرار ورد قائده «من له الحق في المقايضة باستخدام الأراضي الصربية؟»
بعد ظهر اليوم الخامس عشر التقى أوبرينوفيتش مع لازار ريستيتش في مركز القيادة الأمامية للكتيبة الرابعة في باليكوفيتش. سأله لماذا إذا كان ريستيتش غير قادر على تقديم تعزيزات له في وقت سابق فإنه قادر على إرسال رجال إلى ميلوراد تربيتش للمساعدة في حراسة السجناء في أوراهوفاتش. ادعى ريستيتش أنه لم يكن على دراية بحدوث عمليات إعدام وعندما علم بذلك حاول إخراج رجاله من المنطقة عندما أوقفهم دراغو نيكوليتش ووعدهم بزي رسمي جديد إذا كانوا سيبقون ويواصلون المساعدة في قتل السجناء.
كانت كلمة الإعدام بحلول هذا الوقت تنتشر في كل مكان. وأُبلغ أوبرينوفيتش بوجود مجموعة في أوراهوفاك من الشرطة العسكرية في فيلق درينا تساعد في عمليات الإعدام. وروى له رجل مسن ملحق بالخدمات الخلفية للكتيبة الرابعة أنه سمع أن دراغو نيكوليتش شارك شخصيا في الإعدام وأنه لا يستطيع تصديق ما حدث. في ذلك المساء وطوال تلك الليلة قطعت الفرقة 28 من جيش جمهورية البوسنة والهرسك خطوط الاتصالات وطرق النقل التابعة للكتيبة الرابعة وشنت هجوم آخر. تم انتشال أوبرينوفيتش وقواته من باليكوفيتشي في اليوم التالي بعد أن فقدوا 40 جندي للعدو. في 16 يوليو الساعة 14:00 فتحت قوات جيش جمهورية صرب البوسنة ممر هروب وبدأت عمليات كاسحة لطرد قوات الفرقة 28 عبره. تم إغلاق الممر بعد أربع ساعات في الساعة 18:00 من نفس اليوم.
بعد ظهر يوم 16 يوليو تم إرسال أوبرينوفيتش إلى أوستويا ستانيشيتش قائد الكتيبة السادسة للخدمات الخلفية. أخبره ستانيشيتش أن نائبه أصيب وأن ليوبيشا بيرا أحضر سجناء إلى مدرسة قريبة في بيتكوفسي. من الواضح أن ستانيشيتش كان غاضب لأن المجموعة الأخيرة من السجناء لم يتم نقلهم إلى السد ليتم إعدامهم ولكن تم قطعهم هناك في المدرسة وكان على رجاله تنظيف الفوضى في المدرسة بما في ذلك إزالة الجثث من أجل السد. تم اطلاع أوبرينوفيتش على أنه بينما شاركت مفرزة التخريب العاشرة من فلاسينيكا في عمليات الإعدام جنبا إلى جنب مع جنود مختارين من براتوناك تم استخدام شاحنات وأفراد من الكتيبة السادسة التابعة لواء زفورنيك لنقل الجثث من المدرسة والتي تم دفنها في مقبرة جماعية في السد.
في 17 يوليو أخذ أفراد جيش جمهورية صرب البوسنة من الكتيبة «آر» التابعة للواء زفورنيك معظم ما يقرب من 1200 سجين من المدرسة في بيليكا واستعادوا ما يقرب من 500 جثة من الضحايا من مركز بيليكا الثقافي ونقلهم إلى مزرعة برانجيفو العسكرية حيث تم إعدام السجناء الأحياء من قبل أعضاء لواء براتوناك وكتيبة التخريب العاشرة ومن بينهم دراشين إيرديموفيتش بينما دفنت الشركة الهندسية للواء زفورنيك الضحايا في مقبرة جماعية.
في ظهر يوم 18 يوليو أمر باندوريفيتش أوبرنوفيتش بإبلاغ وإحاطة ثلاثة من كبار الضباط من هيئة الأركان الرئيسية لفيلق درينا فيما يتعلق بفتح الممر للقافلة. التقى العقيد سلادوجيفيتش العقيد تركوليا الذي كان مسؤول عن الوحدات المدرعة في هيئة الأركان الرئيسية وقائد الشرطة العسكرية العقيد ستانكوفيتش بعد أن كان اجتماعهما قد بدأ بالفعل. بعد وصف العملية تم استجواب أوبرينوفيتش حول إمكانيات وضعف جيش جمهورية صرب البوسنة. واشتكى لاحقا من أنهم يعتقدون «أننا لم نقم أبدا بمقاومة الفرقة 28 وسمح لهم بالمرور». وتفاجأ كبار الضباط بسماع الخسائر الفادحة للصرب في المنطقة. تم طرد أوبرينوفيتش من الاجتماع قبل انتهائه.
في اليوم نفسه (18 يوليو) تمكن جندي بوسني أسير من قتل جندي صربي وإصابة عدد آخر قبل أن يقتل. ثم أمر قادة فيلق درينا بألا تخاطر وحداتهم بعد الآن بأخذ سجناء وفي تلك المرحلة أطلقت قوات جيش جمهورية صرب البوسنة النار على البوسنيين المستسلمين بشكل متكرر وتوقفت عن إحضار الأسرى للمعالجة. في نفس اليوم قامت قوات من اللواء السادس عشر من فيلق كرايينا الأول بإعادة إخضاعها لقيادة لواء زفورنيك وأسر عشرة مقاتلين من القافلة وأعدموهم على الفور في مكان بالقرب من نزوك. في 21 يوليو ألغى باندوريفيتش أمر عدم سجن كتيبة زفورنيك الذي أمر بنقل جميع السجناء إلى مرافق ومعالجتهم وفقا للإجراءات العادية. في 22 يوليو ألقت قوات لواء زفورنيك القبض على أربعة رجال من الرتل وسلموا إلى أفراد أمن اللواء ليتم استجوابهم ثم إعدامهم.

##### «كل شيء يسير وفقا للخطة الموضوعة»
في 19 يوليو تم اعتراض المحادثة التالية بين أوبرينوفيتش وقائد فيلق درينا الجنرال راديسلاف كرستيتش:
راديسلاف كرستيتش: هل هذا أنت أوبرينوفيتش؟

دراغان أوبرينوفيتش: نعم.

راديسلاف كرستيتش: كرستيتش هنا.

دراغان أوبرينوفيتش: كيف حالك يا سيدي؟

راديسلاف كرستيتش: أنا بخير وأنت؟

دراغان أوبرينوفيتش: شكرا لك أنا أيضا.

راديسلاف كرستيتش: أحسنت أيها الرئيس. وكيف حالك بصحة؟

دراغان أوبرينوفيتش: لا بأس، الحمد لله، لا بأس.

راديسلاف كرستيتش: هل تعمل هناك؟

دراغان أوبرينوفيتش: بالطبع نحن نعمل.

راديسلاف كرستيتش: جيد.

دراغان أوبرينوفيتش: لقد تمكنا من اصطياد المزيد إما بالبنادق أو في المناجم.

راديسلاف كرستيتش: اقتلهم جميعا. لعنهم الله.

دراغان أوبرينوفيتش: كل شيء كل شيء يسير وفقا للخطة. نعم.

راديسلاف كرستيتش: لا يجب ترك أي شخص على قيد الحياة.

دراغان أوبرينوفيتش: كل شيء يسير وفقا للخطة. كل شئ.

راديسلاف كرستيتش: أحسنت أيها الرئيس. ربما يستمع الأتراك إلينا. دعهم يستمعون أيها اللعين.

دراغان أوبرينوفيتش: أجل دعوهم.

##### سجناء جرحى في «ستاندارد»
في 20 يوليو أُمر أوبرينوفيتش بتفتيش العيادة في «ستاندرد» (مصنع أحذية نوفي ستاندرد الذي تم تحويله) في كاراكاي وإطلاع طاقم المستشفى على السجناء الذين يتلقون العلاج هناك بناء على أوامر من عقيد في الفيلق الطبي. اكتشف أن الجرحى الصرب يتم إيواؤهم على مقربة شديدة من الجرحى الأعداء وأصدر تعليمات للموظفين بعدم السماح لأي شخص بدخول الغرفة. وأبلغهم أنه سيتم نقل السجناء إلى بييلينا أثناء تعافيهم.
في 23 يوليو الساعة 08:00 اتصل باندوريفيتش بفيلق درينا لحل مشكلة السجناء في العيادة. تلقى أوبرينوفيتش كلمة من فيلق درينا بأن العقيد بوبوفيتش سيأتي للتعامل مع السجناء مما يشير إلى أنهم لن يعيشوا على الأرجح لرؤية بيلينا. أخذ رجال الشرطة العسكرية السجناء بعيدا في وقت مبكر من صباح أحد الأيام وأطلقوا النار على السجناء قتلى في موقع إعدام معروف. قيل لأوبرينوفيتش في وقت لاحق أن بوبوفيتش قد أصدر أمر من الجنرال راتكو ملاديتش إلى دراغو نيكوليتش بضرورة إعدام هؤلاء المرضى وأن بوبوفيتش كان بمثابة ساعي.

##### بعد المجزرة
كان أوبرينوفيتش رئيس أركان لواء مشاة زفورنيك الأول حتى 8 أغسطس عندما عمل كقائد لواء في غياب باندوريفيتش. خلال هذا الوقت زار الجنرال كرستيتش زفورنيك وطلب من أوبرينوفيتش اصطحابه إلى الجنود في الميدان الذين شاركوا في أعنف قتال. قرر أوبرينوفيتش اصطحابه إلى الرجال الموجودين في خنادق الجناح الأيمن للكتيبة السابعة. بالقرب من خندق كان أحد الجنود يستمع عبر راديو ترانزستور لرواية أحد الناجين من إحدى عمليات الإعدام. أمر الجنرال كرستيتش بإغلاق الراديو وأمرهم بعدم الاستماع إلى راديو العدو. وسأل أوبرينوفيتش عما إذا كان قد أصدر أوامر بعدم الاستماع إلى راديو العدو فقال أوبرينوفيتش إنه لم يفعل. سأل أوبرينوفيتش كرستيتش في وقت لاحق عن سبب قتل هذا العدد الكبير من الناس العاديين قائلا إنه حتى لو كانوا جميعا دجاجات قُتلت فلا يزال هناك سبب. سأل كرستيتش أوبرينوفيتش أين كان. عندما أجاب أوبرينوفيتش أنه كان في الميدان في سناغوفو كما أمر قطع كرستيتش المحادثة قصيرة.
بين أغسطس ونوفمبر 1995 شارك جنود جيش جمهورية صرب البوسنة في عملية واسعة النطاق للتستر على جرائم القتل والإعدام التي ارتكبت في المنطقة تحت مسؤولية كتائب زفورنيك وبراتوناك. تم استخراج الجثث من قبورهم في مزرعة الجيش في برانييفو وكذلك من كوزلوك مقر «ذئاب درينا» حيث قُتل ما يقرب من 500 سجين على أيديهم في 15 يوليو من السد القريب من بيتكوفشي ومن أوراهوفاتش ومن غلوغوفا ليتم نقلها إلى مقابر جماعية ثانوية. تم استخدام آلات تحريك الأرض والأفراد من لواء زفورنيك على نطاق واسع خلال هذه العمليات.
شهد أوبرينوفيتش لاحقا أنه علم في 20 أكتوبر أن العديد من أعضاء الوحدة الهندسية للواء والشرطة العسكرية ودراغو نيكوليتش شاركوا في إعادة دفن السجناء الذين أعدموا في يوليو 1995. وقد أحضر بوبوفيتش آخرين للمساعدة بما في ذلك وحدات من فيلق درينا الشرطة العسكرية التي قامت بتأمين المنطقة والمرور حيث تجري عمليات إعادة الدفن. شارك بعض مهندسي لواء زفورنيك في تحميل الجثث من المقابر الرئيسية. أشرف كل من بوبوفيتش وبيرا على عملية إعادة الدفن لكنهما كانا يرتديان ملابس مدنية.

## بعد الحروب
في 30 أبريل 1996 تمت ترقية أوبرينوفيتش إلى منصب قائد اللواء 303 الميكانيكي. بعد أربعة أشهر تم استيعاب الجزء 303 في 505 واحتفظ بمنصبه كقائد. في هذا الوقت تقريبا اكتشفت قوة تحقيق الاستقرار بعض المتفجرات في ظل ظروف غير معروفة (من المحتمل وجود مخبأ للألغام وهو أمر شائع) مما أدى إلى إجراء تحقيق داخلي في جيش جمهورية صرب البوسنة. خلال هذا التحقيق اتهم يوكيتش أوبرينوفيتش بالعمل مع قوة تحقيق الاستقرار. طلب أوبرينوفيتش التخفيف من قائده بسبب الاحتكاك الذي أعقب ذلك. تم نقل يوكيتش بعد ذلك إلى قيادة الفيلق الخامس في سوكولاك.

## القبض عليه والمحاكمة والإفراج
في 16 مارس 2001 وجهت المحكمة الجنائية الدولية ليوغوسلافيا السابقة في لاهاي لائحة اتهام للجنرال دراغان أوبرينوفيتش بتهمة التواطؤ في الإبادة الجماعية والإبادة والاضطهاد وتهمتي قتل.
في 15 أبريل 2001 الساعة 14:30 اختطف ثلاثة رجال مسلحون وامرأة واحدة أوبرينوفيتش في بلدة كوزلوك. تم وضعه في سيارة انطلقت بسرعة بعيدا عن مكان الحادث قبل أن يصدم الشهود. تمكنت وحدات شرطة البلدة من اللحاق بالمركبة في وقت قصير لتعلم أن الخاطفين كانوا من أفراد قوة تحقيق الاستقرار مع محققي الأمم المتحدة. تم نقل أوبرينوفيتش في نفس اليوم إلى لاهاي حيث قدم إقرارات بالبراءة في جميع المجالات في يوم الاتهام يوم 18.
في 20 مايو 2003 دخل أوبرينوفيتش في اتفاق ادعاء مع مكتب المدعي العام للمحكمة الجنائية الدولية ليوغوسلافيا السابقة. اعترف بالذنب في تهمة اضطهاد واحدة وفي مقابل تخصيص حقيقي لدوره في المجزرة وشهادته ضد المتهمين الآخرين (كان من المقرر ضم لائحة الاتهام مع أربعة آخرين في 27 مايو) ووعد بتخفيض جملة. في 10 ديسمبر 2003 حُكم على أوبرينوفيتش بالسجن لمدة 17 عام مع 969 يوم من الوقت الذي قضاها.
في عام 2003 قال أوبرينوفيتش:
في 7 مايو 2012 ذكرت افتنبوستن أن أوبرينوفيتش قد أطلق سراحه في وقت ما من السجن بعد أن أمضى تسع سنوات. قضى أوبرينوفيتش وقته في سجن كونغسفينغر ذي الإجراءات الأمنية الدنيا وأوامر المحكمة المنقحة علنا تشرح سبب إصدار أمر الإفراج المبكر.

## الحياة الشخصية
أوبرينوفيتش متزوج من خبيرة اقتصادية وأنجب منها ولد في عام 1997.